# Zajączków (gmina w powiecie opoczyńskim)
Zajączków – dawna gmina wiejska istniejąca do 1954 roku w woj. kieleckim, łódzkim i ponownie kieleckim. Nazwa gminy pochodzi od wsi Zajączków, lecz siedzibą władz gminy był Bukowiec (obecnie Bukowiec nad Pilicą). 
W okresie międzywojennym gmina Zajączków należała do powiatu opoczyńskiego w woj. kieleckim. 1 kwietnia 1939 roku gminę wraz z całym powiatem opoczyńskim przeniesiono do woj. łódzkiego. Po wojnie gmina przez krótki czas zachowała przynależność administracyjną, lecz już 6 lipca 1950 roku została wraz z całym powiatem przyłączona z powrotem do woj. kieleckiego.
Według stanu z dnia 1 lipca 1952 roku gmina składała się z 15 gromad: Błogie Rządowe, Bukowiec, Góry Trzebiatowskie, Julianów, Karolinów, Konstantynów, Małe Końskie, Obrzanków, Potok, Potok A, Syski, Tresta Rządowa, Twarda, Zajączków i Zarzęcin.
Jednostka została zniesiona 29 września 1954 roku wraz z reformą wprowadzającą gromady w miejsce gmin. Po reaktywowaniu gmin z dniem 1 stycznia 1973 roku gminy Zajączków nie przywrócono, a jej dawny obszar wszedł głównie w skład gminy Mniszków w tymże powiecie i województwie.
Uwaga: Nie mylić z gminą Zajączków w powiecie kieleckim w tymże województwie. Nie mylić z gminą Opoczno w powiecie opoczyńskim w tymże województwie, której siedziba znajdowała się dawniej w (innym) Bukowcu.